# Ljubnići
Ljubnići (en serbe cyrillique : Љубнићи) est un village de Bosnie-Herzégovine. Il est situé dans la municipalité d'Ilijaš, dans le canton de Sarajevo et dans la fédération de Bosnie-et-Herzégovine. Selon les premiers résultats du recensement bosnien de 2013, il compte 731 habitants.

## Démographie

### Évolution historique de la population
| 1948 | 1953 | 1961 | 1971 | 1981 | 1991 | 2013 |
| ---- | ---- | ---- | ---- | ---- | ---- | ---- |
| -    | -    | 357  | 502  | 610  | 694  | 731  |

|  |

### Communauté locale
En 1991, la communauté locale de Ljubnići comptait 931 habitants, répartis de la manière suivante :